# Cerkovna, Tărgoviște
Cerkovna (în bulgară Черковна) este un sat în comuna Tărgoviște, regiunea Tărgoviște,  Bulgaria. 

## Demografie
Componența etnică a satului Cerkovna
     Turci (99,36%)
     Nicio identificare (0,63%)
     Altele (0%)
La recensământul din 2011, populația satului Cerkovna era de 632 locuitori. Din punct de vedere etnic, majoritatea locuitorilor (99,36%) erau turci. Pentru 0,63% din locuitori nu este cunoscută apartenența etnică.